# Lophopilio ephippiata
Lophopilio ephippiata is een hooiwagen uit de familie echte hooiwagens (Phalangiidae).